# ساندي جاردين
ساندي جاردين (بالإنجليزية: Sandy Jardine)‏ (31 ديسمبر 1948 بإدنبرة في المملكة المتحدة - 24 أبريل 2014 بإدنبرة في المملكة المتحدة) هو مدرب كرة قدم ولاعب كرة قدم بريطاني في مركز الظهير، شارك في كأس العالم 1978 وكأس العالم 1974. وشارك مع منتخب اسكتلندا تحت 21 سنة لكرة القدم ومنتخب اسكتلندا لكرة القدم. أما مع النوادي، فقد لعب مع نادي رينجرز وهارت أوف ميدلوثيان ورابطة كرة القدم الاسكتلندية الحادية عشر ‏.

## مسيرته الكروية
لعب ساندي جاردين خلال مسيرته الاحترافية مع ناديين في اثنين وعشرين موسمًا وسجل خلالها 45 هدفًا ضمن 634 مباراة. حيث فاز في خمسة مواسم بالكأس وفي ثلاثة مواسم بالدوري.
خاض ساندي جاردين مسيرته مع نادي رينجرز في موسم 1966–67 ليلعب معه ستة عشر موسمًا، مشاركًا في 450 مباراة سجل خلالها 42 هدفًا. ثم انتقل إلى نادي هارت أوف ميدلوثيان في موسم 1982–83 ليلعب معه ستة مواسم، حيث شارك في 184 مباراة سجل خلالها 3 أهداف.

## وصلات خارجية
- ساندي جاردين على موقع الاتحاد الدولي (مؤرشف)  (الإنجليزية)
- ساندي جاردين على موقع الاتحاد الإسكتلندي (الإنجليزية)
- ساندي جاردين على موقع قاعدة بيانات كرة القدم.إي يو (الإنجليزية)
- ساندي جاردين على موقع ناشيونال فوتبول تيمز (الإنجليزية)
- ساندي جاردين على موقع Soccerbase.com (لاعب) (الإنجليزية)
- ساندي جاردين على موقع عالم كرة القدم.نت (الإنجليزية)